# Love Valley (Carolina del Norte)
Love Valley es un pueblo ubicado en el condado de Iredell en el estado estadounidense de Carolina del Norte. La localidad en el año 2020, tenía una población de 154 habitantes en una superficie de 0.5 km², con una densidad poblacional de 308 personas por km².

## Geografía
Love Valley se encuentra ubicado en las coordenadas 35°59′22″N 80°59′18″O / 35.98944, -80.98833. Según la Oficina del Censo, la localidad tiene un área total de 0,5 km² (0,2 mi²), de la cual 0,5 km² (0,2 mi²) es tierra y 0 km² (0 mi²) es agua.

### Localidades adyacentes
El siguiente diagrama muestra a las localidades en un radio de 24 kilómetros (14,9 mi) de Love Valley.

## Demografía
En el 2000 la renta per cápita promedia del hogar era de $24.375, y el ingreso promedio para una familia era de $25.313. El ingreso per cápita para la localidad era de $9.848. Alrededor del 31.0% de la población estaba bajo el umbral de pobreza nacional.